# Иванцов, Анатолий Иванович
Анато́лий Ива́нович Иванцо́в (18 февраля 1922 — 9 октября 2011) — советский дипломат. Чрезвычайный и полномочный посол.

## Биография
Член ВКП(б). Бывший дипкурьер. Окончил Высшую дипломатическую школу МИД СССР (1955). На дипломатической работе с 1944 года.
- В 1944—1953 годах — сотрудник центрального аппарата НКИД (с 1946 — МИД) СССР.
- В 1953—1955 годах — слушатель ВДШ МИД СССР.
- В 1955—1959 годах — сотрудник миссии СССР в Новой Зеландии.
- В 1959—1961 годах — сотрудник центрального аппарата МИД СССР.
- В 1961—1966 годах — сотрудник посольства СССР в Канаде.
- В 1966—1969 годах — на ответственной работе в центральном аппарате МИД СССР.
- С 21 августа 1969 по 31 августа 1974 года — чрезвычайный и полномочный посланник, затем (с 12 июня 1973) посол СССР в Новой Зеландии[2].
- В 1974—1979 годах — на ответственной работе в центральном аппарате МИД СССР.
- С 30 сентября 1979 по 14 марта 1984 года — чрезвычайный и полномочный посол СССР в Гане[3].
- С 1984 года — на ответственной работе в центральном аппарате МИД СССР.